# Internationella pojkdagen
Internationella pojkdagen firas den 16 maj varje år.  Dagen uppmärksammar vikten av pojkars välbefinnande och de utmaningar de står inför. Samtidigt firar den de positiva aspekter de bidrar med till sina samhällen och familjer. Till skillnad från Internationella flickdagen är Internationella pojkedagen inte officiellt erkänd av FN.

## Historia
Doktor Jerome Teelucksingh grundade Internationella Pojkdagen. Han är också en framstående författare och expert på genusfrågor. Dagen handlar om att skydda pojkar från skadliga samhällspåverkningar. Han vill rädda pojken från utsatta och negativa influenser i samhället.
Detta är en viktig högtid som lyfter fram hur vilseledda pojkars övergång till vuxenlivet kan vara utmanande om den inte uppmärksammas. Dagen understryker att jämställdhet inte kan uppnås om pojkar förblir förbisedda.

## Diskussion
Jämställdhet för män rf förklarar att dagen firas för att uppmärksamma pojkar och deras välbefinnande minst en gång om året. De uttrycker sin oro över att pojkar växer upp i en miljö där kollektiv skuldbeläggning och stigmatisering av män är vanligt och allmänt accepterat, liksom förakt och förlöjligande av manlighet. Dessa sexistiska förolämpningar förekommer även i politiska tal, myndigheters uttalanden och mediebevakning. Dubbelmoralen blir tydlig i hur liknande uttalanden riktade mot andra grupper omedelbart skulle fördömas som hatretorik, och den som uttrycker dem skulle kunna anklagas för hets mot folkgrupp. De beklagar också den negativa och likgiltiga, ibland direkt fientliga attityden gentemot pojkar, samt den bristande empatin för pojkar och män som drabbas av våld, hemlöshet, arbetslöshet, marginalisering och missbruksproblem – något som sällan ges nyhetsvärde.